# Partage de fichiers
Pour les articles homonymes, voir Partage.
Ne doit pas être confondu avec Partage (programmation informatique).

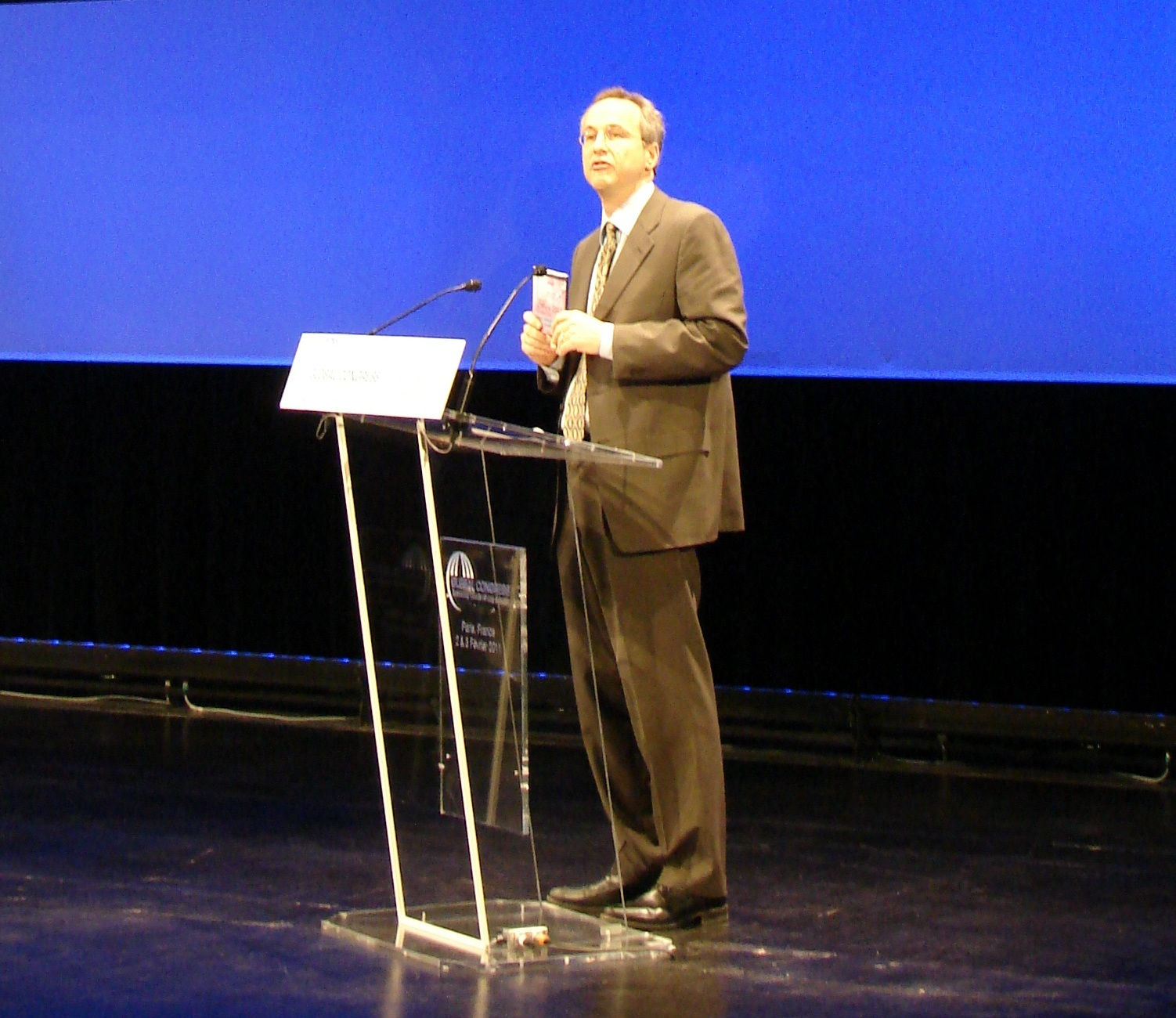
David Finn, lors d'une conférence sur le partage de fichiers et le piratage

Le partage de fichiers est une technique de transfert de fichier consistant à distribuer ou à donner accès, à distance, à des données numériques à travers un réseau informatique. Il peut s'agir de fichiers de toutes sortes : logiciels, livres, vidéo, audio etc.
Deux techniques de partage de fichiers existent actuellement :
- l'hébergement centralisé (modèle client-serveur) permet de stocker les données sur un serveur de fichiers unique et d'y accéder sur celui-ci depuis un autre ordinateur (dit le client).
- la technique pair-à-pair qui consiste à mettre des données en partage suivant un modèle de réseau informatique où chaque ordinateur client est aussi un serveur;

## Le partage centralisé
Ce type de partage existe tant sur des réseaux fermés qu'ouverts. Le plus connu est l'hébergement Internet, sur un serveur de fichiers faisant partie du World wide web. La transmission et l'accès aux données se fait via des liens Internet ou des logiciels (par exemple, les logiciels de Cloud computing).
Certains sites sont généralistes et permettent le partage de toutes sortes de fichiers et de données tandis que d'autres se sont spécialisés dans le partage de fichiers vidéo ou d'images.

## Le partage temporaire
Le partage temporaire de fichiers permet à un utilisateur de mettre à disposition d'autres personnes un ensemble de fichiers sur une période donnée (souvent assez courte). Ce type de service vise à limiter les contraintes de stockage des hébergeurs de fichiers. La plupart des hébergeurs temporaires de fichiers limitent la durée de disponibilité de trois jours à un mois, mais ne limitent pas le nombre de mises en ligne au cours d'une même journée, ce qui permet à un utilisateur donné de contourner les limites en stockage des hébergeurs traditionnels.
Les sites de partage de fichiers temporaires proposent souvent en parallèle un outil de transfert de fichiers.

## Les controverses liées au partage de fichiers
Le partage de fichiers est critiqué sur plusieurs de ses aspects:
- la gratuité de ce partage[pourquoi ?][réf. nécessaire].
- le partage illégal de fichiers (contrefaçon).
- les problématiques liées à la vie privée concernant notamment les politiques de confidentialité des sites Web (voir vie privée et informatique).
- la vulnérabilité face aux logiciels malveillants[1].